# ان، ان-دی-۲-بوتیل-۱٬۴-فنیل ان دی امین
ان،ان'-دی-۲-بوتیل-۱،۴-فنیل ان دی امین (به انگلیسی: N,N'-Di-2-butyl-1,4-phenylenediamine) با فرمول شیمیایی C14H24N2 یک ترکیب شیمیایی است. که جرم مولی آن ۲۲۰٫۳۵۴ گرم بر مول می‌باشد. 